# Salome (Strauss)
Salome (en alemany, en català Salomé) és una òpera en un acte de Richard Strauss sobre llibret en alemany del compositor, basat en la traducció alemanya de Hedwig Lachmann de l'obra de teatre Salomé d'Oscar Wilde. Va ser estrenada a la Königliches Opernhaus de Dresden el 9 de desembre de 1905. L'òpera és famosa per la seua Dansa dels set vels, que en la seva època va resultar escandalosa. Salomé s'interpreta sovint i n'hi ha diversos enregistraments. Strauss va dedicar l'òpera al seu amic Edgar Speyer.
Salomé és la primera òpera que obre nous camins al gènere després de l'impacte wagnerià i sintonitza amb els nous corrents que el món de Berlín havia incorporat al teatre, en què coexisteixen simbolisme i decadentisme amb un expressionisme incipient. Acollida amb entusiasme —malgrat l'escàndol que després suscità a Berlín, Londres o Nova York—, es convertí en una de les òperes del segle xx més admirades i representades.

## Representacions
Va ser estrenada a l'Òpera Reial de Dresden el 9 de desembre de 1905 i va ser rebuda amb un gran entusiasme: hi va haver trenta-vuit repeticions per als cantants, el director d'orquestra i el compositor. Des de llavors, en poc més d'un any des de la seva producció, va envair la majoria dels principals teatres d'òpera d'Europa.
Strauss va compondre l'òpera en alemany, versió que ha arribat a ser àmpliament coneguda. També té una llarga història de representacions en francès, llengua en què la va cantar una de les millors intèrprets del paper, Mary Garden, que ho va fer a l'òpera a Nova York, Chicago, Milwaukee, París i altres ciutats. La soprano Marjorie Lawrence va cantar el paper tant en francès (per a París) com alemany (pel Metropolitan Opera, Nova York) el 1930. El 1930, Strauss va fer una versió alternativa en francès, l'idioma de l'obra original d'Oscar Wilde. Aquesta versió és menys coneguda avui dia, tot i que va ser reviscuda a Lió el 1990, funció que va ser registrada per Kent Nagano amb Karen Huffstodt en el paper principal i [José van Dam] com a Jochanaan. El 2011, la versió en francès va ser posada en escena per l'Òpera de Liège, protagonitzada per June Anderson.
A Catalunya, Salome es va representar per primera vegada el 29 de gener de 1910 al Gran Teatre del Liceu i en italià, per un total de quatre funcions dirigides per Franz Beidler, amb la soprano Gemma Bellincioni interpretant el paper protagonista.

## Orquestració
Strauss va compondre Salomé per a una gran orquestra, fins i tot més gran que l'emprada per Wagner, i va ser molt concret sobre el nombre d'instruments que haurien d'interpretar cada secció. En la corda hi ha 16 violins primers i 16 segons, 10-12 violes, 10 violoncels i 8 contrabaixos. La fusta inclou 3 flautes, 1 piccolo, 2 oboès, 1 corn anglès, 1 heckelphone, 1 clarinet en mi bemoll, 2 clarinets en si bemoll, 2 clarinets en la, 1 clarinet baix, 3 fagots i un contrafagot. La secció de metall conté 6 trompes, 4 trompetes, 4 trombons i 1 Tuba. L'excepcionalment gran secció de percussió requereix 8 o 9 músics i està composta per 5 timbales, un triangle, un parell de plats, un bombo, un tam-tam, una caixa, una pandereta, un xilòfon, castanyoles i uncarilló o glockenspiel. A més, calen 2 arpes, una celesta, un harmònium i un orgue (els dos darrers fora d'escena).

## Sinopsi argumental
Temps: Una nit amb lluna, en el segle i després de Crist.
Lloc: Una gran terrassa en el palau d'Herodes a tocar del llac Tiberíades, a Judea.
El jove capità Narraboth guaita des de la terrassa a la bella princesa Salomé, de qui n'està enamorat, que és a la sala del banquet. Se sent la veu el profeta Jochanaan, que està captiu en la cisterna del palau; Herodes el tem.
Cansada de la festa i dels convidats, Salomé ix a la terrassa. Jochanaan acusa de la seua situació a Herodes, però sobretot a Herodies. En escoltar Jochanaan maleir sa mare, Salomé sent curiositat. Els guàrdies de palau no compleixen les superbioses ordres de Salomé perquè deixen sortir Jochanaan, de manera que coqueteja amb Narraboth per a aconseguir el que ella desitja. Malgrat les ordres que ha rebut d'Herodes, Narraboth finalment ordena que deixen sortir Jochanaan.
Quan veu Jochanaan, Salomé sent immediatament un torbador desig de tocar-lo, però ell la rebutja. Salomé li suplica un bes, i Narraboth, que no pot suportar sentir-ho, se suïcida. Quan Jochanaan torna al calabós prega la seua salvació al Messies.
Herodes fa la seua aparició, seguit de la seua esposa i de la cort. Rellisca sobre la sang de Narraboth i comença a al·lucinar. Escolta el batec d'unes ales. Malgrat les objeccions d'Herodies, Herodes mira amb luxúria Salomé, però aquesta el rebutja. Jochanaan hostiga Herodies des de la cisterna, condemnant el seu matrimoni incestuós amb el pecador Herodes. Herodies demana Herodes que el faça callar. Herodes hi refusa, i ella es burla de la seua por. Cinc jueus discuteixen sobre la natura de Déu. Dos natzarens parlen dels miracles de Crist; en un determinat moment evoquen la resurrecció de Llàtzer, que Herodes troba horripilant.
Herodes li demana a Salomé que vaja a menjar i beure amb ell, però ella, indolentment, hi refusa dues vegades, dient que ni té fam ni set. Aleshores Herodes li demana que balle per a ell, Tanz für mich, Salome, malgrat les objeccions de sa mare. Promet, a canvi, contentar el desig del seu cor — fins i tot si fora la meitat del seu regne.
Salomé el fa jurar la seua promesa, i després es prepara per a la Dansa dels set vels. Aquesta dansa, d'estil oriental, es desenvolupa de manera que Salomé va desfent-se dels set vels, fins a quedar completament nua. En acabar, Salomé demana el cap del profeta sobre una safata de plata. Herodies riu de plaer. Herodes tracta de dissuadir-la oferint-li joies, estranys ocells o el sagrat vel del Temple. Però Salomé resta ferma en la seua petició del cap de Jochanaan, forçant Herodes a concedir-li-la. Després d'un interludi orquestral, el cap del profeta és pujat des del fons de la cisterna i presentat a Salomé, tal com ella havia sol·licitat.
En una de les més voluptuoses i brillants escenes d'amor mai escrites, Salomé declara el seu amor al cap tallat de Jochanaan, i acaba besant apassionadament els llavis tan desitjats. L'aterroritzat i supersticiós Herodes, ordena els seus soldats que assassinen Salomé.

## El paper de Salomé
Les exigències vocals del paper són comparables a les d'Isolda o Brünnhilde, amb la impossible condició que ha de semblar i actuar com una experimentada ballarina de setze anys. Ljuba Welitsch, Birgit Nilsson, Montserrat Caballé, Anja Silja, Phyllis Curtin, Karan Armstrong, Teresa Stratas (al cinema), Gwyneth Jones, Marisa Galvany, Catherine Malfitano, Karita Mattila i, més recentment, Deborah Voigt es troben entre les més memorables Salomé de la segona meitat del Segle XX.
Per a l'escena de la dansa dels set vels, algunes sopranos (o les seues dobles) vesteixen un body, de manera que no es queden nues. No obstant això, en algunes produccions Catherine Malfitano, Karita Mattila i Maria Ewing han optat pel nu.